# فريدريك بيرد
فريدريك بيرد (13 ديسمبر 1875 في المملكة المتحدة - 3 مارس 1965 في المملكة المتحدة) (بالإنجليزية: Frederick Bird)‏ هو كاهن أنجليكاني ولاعب كريكت بريطاني (وحمل سابقاً جنسية المملكة المتحدة لبريطانيا العظمى وأيرلندا). لعب مع نادي مقاطعة غلوستر للكريكت ‏ ونادي مقاطعة نورثامبتونشير للكريكت ‏ وBuckinghamshire County Cricket Club ‏ وDevon County Cricket Club ‏ وSuffolk County Cricket Club ‏.

## وصلات خارجية
- فريدريك بيرد على موقع إي آس بي آن كريك إنفو (الإنجليزية)